# کاتارینا بولاتویچ
کاتارینا بولاتویچ (انگلیسی: Katarina Bulatović؛ زادهٔ ۱۵ نوامبر ۱۹۸۴) بازیکن هندبال اهل مونته‌نگرو است.